# Guillaume Gomez (pilote automobile)
Pour les articles homonymes, voir Guillaume Gomez et Gomez.
Guillaume Gomez, né le 25 juillet 1969 à Orléans, est un pilote automobile français.

## Carrière automobile
- 1991 : Championnat de France de Formule 3, 10e
- 1992 : Championnat de France de Formule 3, 6e (2 podiums)
- 1993 : Championnat de France de Formule 3, 2e (4 victoires, 7 podiums)
- 1994 : Formule 3000, 7e (2 podiums)
- 1995 : Formule 3000, 8e (2 podiums)
- 1996 : Formule 3000, non classé
- 2002 : 24 Heures du Mans, abandon